# Hampelshof
Hampelshof ist ein Gemeindeteil der Marktes Stammbach im Landkreis Hof (Oberfranken, Bayern). Hampelshof liegt in der Gemarkung Fleisnitz.

## Geografie
Der Weiler liegt auf freier Flur auf einem Höhenzug des Frankenwaldes. Ein Anliegerweg führt 200 Meter östlich zu einer Gemeindeverbindungsstraße, die nördlich nach Fleisnitz zur Kreisstraße HO 20 bzw. südlich nach Höflein verläuft.

## Geschichte
Hampelshof gehörte zur Realgemeinde Fleisnitz. Gegen Ende des 18. Jahrhunderts bestand Hampelshof aus vier Anwesen. Die Hochgerichtsbarkeit stand dem bayreuthischen Vogteiamt Stammbach zu. Die Rittergüter Ebnath und Schwarzenreuth waren Grundherren der vier Halbhöfe. Die Bewohner waren pfalz-neuburgische Landsassen.
Von 1797 bis 1810 unterstand Hampelshof dem Justiz- und Kammeramt Gefrees. Infolge des Ersten Gemeindeedikts wurde Hampelshof dem 1812 gebildeten Steuerdistrikt Streitau und der zugleich entstandenen Ruralgemeinde Fleisnitz zugewiesen. 1938 erfolgte die Eingemeindung nach Stammbach.

### Einwohnerentwicklung
| Jahr      | 1812  | 1819  | 1861   | 1871   | 1885   | 1900   | 1925   | 1950   | 1961   | 1970   | 1987  |
| Einwohner | 43    | *     | 29     | 29     | 31     | 25     | 26     | 22     | 18     | 14     | 12    |
| Häuser    | 9     |       |        |        | 4      | 4      | 5      | 3      | 3      |        | 3     |
| Quelle    | [ 6 ] | [ 9 ] | [ 10 ] | [ 11 ] | [ 12 ] | [ 13 ] | [ 14 ] | [ 15 ] | [ 16 ] | [ 17 ] | [ 1 ] |

## Religion
Hampelshof ist evangelisch-lutherisch geprägt und bis heute nach St. Maria (Stammbach) gepfarrt.